# Octreotida
Octreotido é um fármaco utilizado pela medicina no tratamento da acromegalia e como inibidor de secreções do estômago. sendo um potente análogo octapeptídeo da somatostatina. Foi sintetizado em 1979 pelo químico Wilfried Bauer.

## Propriedades
Por ser análogo da somatostatina, tem ação semelhente, porém mais potente e duradoura.

## Utilizações
Este fármaco pode ser utilizado em situações de hipovolémia, como agente vasoconstritor sistemémico, ou como agente vasoconstritor local no tratamento de, por exemplo, hemorragia esofágica, por rompimento de varizes esofágicas.